# 基蒂莱机场
基蒂莱机场（芬蘭語：Kittilän lentoasema，IATA：KTT，ICAO：EFKT），是位于北极圈内的一座民航机场，是通往芬兰北部的门户机场。2006年旅客运输量为23.8万人次，2007年突破24万人次。2006年7月27日，在机场扩建工程中的一场火灾严重损毁了老航站楼，至2007年已完成修复并恢复正常运营。

## 通航航空公司及航点
- 国内
  - 芬兰航空：赫尔辛基、伊瓦洛